# BREF
BREF ist die englische Abkürzung für Best Available Techniques Reference oder Best Available Techniques Reference Document, kurz: BAT Reference oder BAT Reference Document. Im Deutschen wird der Begriff „BREF“ stellvertretend für ein BVT-Merkblatt verwendet.
Ein BVT-Merkblatt ist ein Dokument der Europäischen Kommission, das die besten verfügbaren Techniken (BVT) zur Vermeidung und Verminderung von Umweltauswirkungen eines Wirtschaftszweiges beschreibt und bei Anlagengenehmigungen von Behörden in der Europäischen Union berücksichtigt werden muss. Es enthält BVT-Schlussfolgerungen, die auch als separates Dokument in allen EU-Sprachen veröffentlicht werden. In BVT-Schlussfolgerungen werden Emissionswerte genannt, die mit den besten verfügbaren Techniken erreicht werden. Diese Emissionswerte müssen spätestens vier Jahre nach Veröffentlichung der BVT-Schlussfolgerungen im EU-Amtsblatt in den betroffenen Anlagen eingehalten werden.